# Lernadzor
Lernadzor – wieś w Armenii, w prowincji Sjunik. W 2011 roku liczyła 866 mieszkańców.